# پل گونزالس
پل گونزالس (انگلیسی: Paul Gonzales؛ زادهٔ ۱۸ آوریل ۱۹۶۴) بوکسور اهل ایالات متحده آمریکا بود.
وی در مسابقات کشوری و بین‌المللی در مجموع برندهٔ ۱ مدال طلا، ۱ مدال نقره شده‌است.